# Laid Back
Laid Back – duńska post-punkowa grupa założona w Kopenhadze przez Johna Guldberga (wokalista, gitarzysta, basista) i Tima Stahla (wokalista, klawiszowiec, perkusista, basista) w 1979 roku. Jest najlepiej znana z przebojów Sunshine Reggae, Bakerman i White Horse.

## Dyskografia
- 1981: Laid Back
- 1983: Keep Smiling
- 1985: Play It Straight
- 1987: See You in the Lobby
- 1990: Hole in the Sky
- 1993: Why Is Everybody in Such a Hurry
- 1995: Laidest Greatest
- 1999: Unfinished Symphonies
- 2005: Happy Dreamer
- 2008: Good Vibes – The Very Best of Laid Back